# Campeonato Esloveno de Futebol de 2000-01
O Campeonato Esloveno de Futebol de 2000-01, oficialmente em Língua eslovena "1. Slovenska Nogometna Liga 00/01", (organizado pela Associação de Futebol da Eslovênia) foi a 10º edição do campeonato do futebol de Eslovênia. Os clubes jogavam em turno e returno - duas vezes. O campeão se classificava para a Liga dos Campeões da UEFA de 2001–02 e o vice se classificava para a Copa da UEFA de 2001–02. Os dois últimos eram rebaixados para o Campeonato Esloveno de Futebol de 2001-02 - Segunda Divisão.

## Participantes
| Equipe    | Cidade        | Região            | No ano anterior                                                           | Estádio                         | Capacidade | Títulos                                  | Participações |
| --------- | ------------- | ----------------- | ------------------------------------------------------------------------- | ------------------------------- | ---------- | ---------------------------------------- | ------------- |
| Rudar     | Velenje       | Savinjska         | Terceiro Lugar                                                            | Estádio Municipal Ob Jezeru     | 1.400      | 0 (não possui)                           | 10            |
| Celje     | Celje         | Savinjska         | Sexto Lugar                                                               | Estádio Skalna Klet             | 2.500      | 0 (não possui)                           | 10            |
| Gorica    | Nova Gorica   | Goriška           | Vice Campeão                                                              | Parque Desportivo Gorica        | 3.066      | 1 (1995-96)                              | 10            |
| Mura      | Murska Sobota | Pomurska          | Décimo Lugar                                                              | Estádio Municipal Fazanerija    | 3.782      | 0 (não possui)                           | 10            |
| Olimpija  | Liubliana     | Eslovénia Central | Sétimo Lugar                                                              | Estádio Bežigrad                | 8.200      | 4 (1991-92, 1992-93,1993-94 , 1994-95)   | 10            |
| Maribor   | Maribor       | Podravska         | Campeão                                                                   | Estádio Ljudski vrt             | 12.435     | 4 (1996-97, 1997-98, 1998-99, 1999-2000) | 10            |
| Primorje  | Ajdovščina    | Goriška           | Quinto Lugar                                                              | Estádio Municipal de Ajdovščina | 1.630      | 0 (não possui)                           | 9             |
| Korotan   | Prevalje      | Koroška           | Quarto Lugar                                                              | Estádio Prevalje                | 600        | 0 (não possui)                           | 7             |
| Domžale   | Domžale       | Eslovénia Central | Nono Lugar                                                                | Parque Desportivo Domžale       | 3.212      | 0 (não possui)                           | 4             |
| Dravograd | Dravograd     | Koroška           | Oitavo Lugar                                                              | Centro Desportivo Dravograd     | 1.918      | 0 (não possui)                           | 2             |
| Tabor     | Sežana        | Litoral-Kras      | Acesso pelo Campeonato Esloveno de Futebol de 1999-2000 - Segunda Divisão | Estádio Rajko Štolfa            | 1.200      | 0 (não possui)                           | 1             |
| Koper     | Koper         | Litoral-Kras      | Acesso pelo Campeonato Esloveno de Futebol de 1999-2000 - Segunda Divisão | Estádio Bonifika                | 4.047      | 0 (não possui)                           | 7             |

## Campeão
| Campeão Esloveno 2000-01              |
| ------------------------------------- |
| Maribor (Maribor) (5º título) Campeão |